# Кастиљоне д'Ада
Кастиљоне д'Ада (итал. Castiglione d'Adda) је насеље у Италији у округу Лоди, региону Ломбардија.
Према процени из 2011. у насељу је живело 4598 становника. Насеље се налази на надморској висини од 61 м.

## Становништво
| 1936. | 1951. | 1961. | 1971. | 1981. | 1991. | 2001. | 2011. |
| ----- | ----- | ----- | ----- | ----- | ----- | ----- | ----- |
| 4.519 | 4.770 | 4.490 | 4.448 | 4.393 | 4.524 | 4.750 | 4.818 |